# Freiberger Präzisionsmechanik
Die Freiberger Präzisionsmechanik Holding GmbH (Abkürzung FPM) ist ein Fertiger von Messgeräten, der bereits 1771 als Handwerksbetrieb gegründet wurde. Stellte man anfangs bergmännische Produkte her, so begann man bereits im 18. Jahrhundert mit der Fertigung von Messgeräten.
Zu Zeiten der DDR als volkseigener Betrieb VEB Freiberger Präzisionsmechanik geführt, baute man seit damals unter anderem nautische Sextanten. Diese „Freiberger Sextanten“ erlangten nach dem Fall der Mauer auch unter Sportschiffern eine große Bekanntheit.

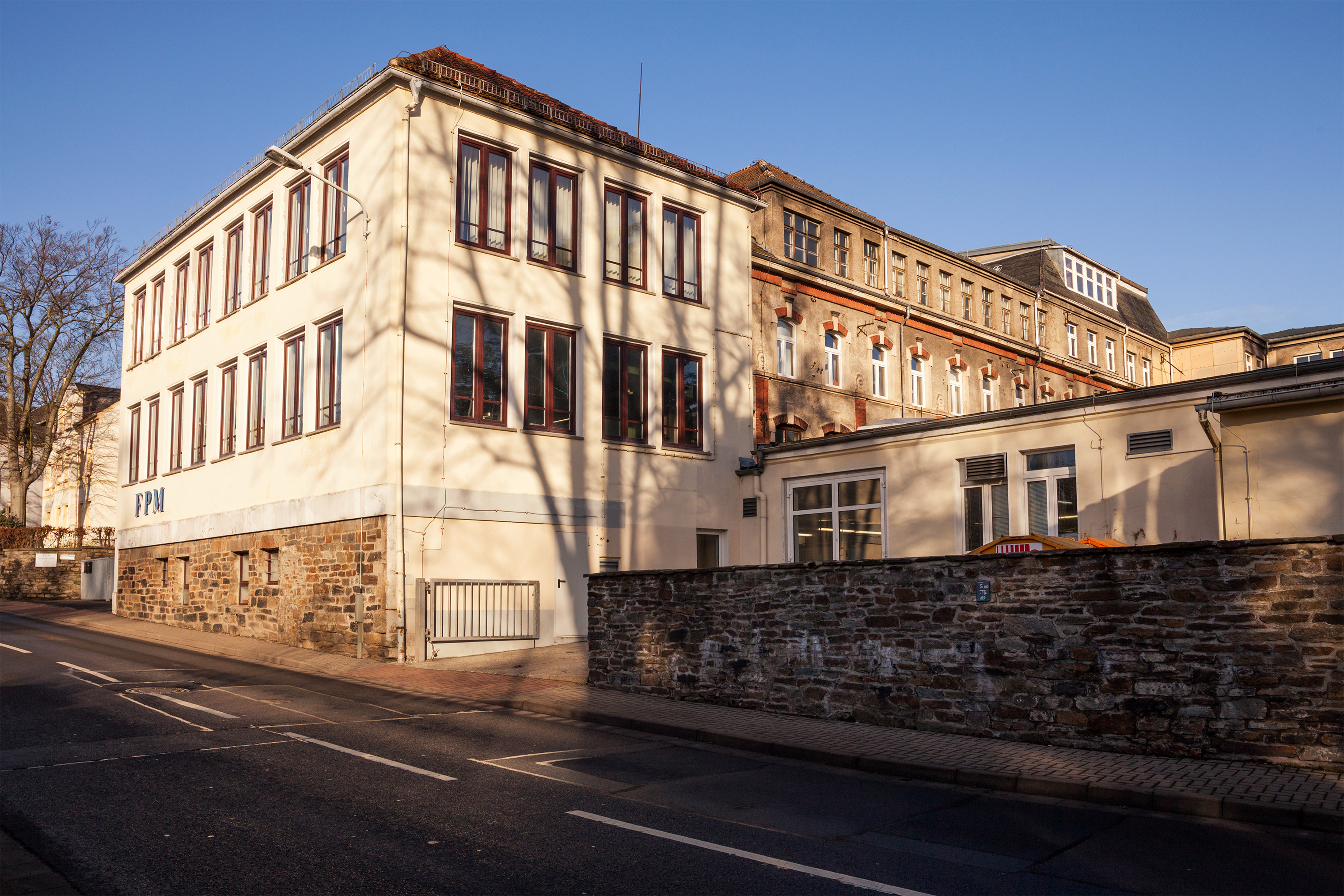
Sitz der Holding GmbH in der Hainichener Straße 2a in Freiberg
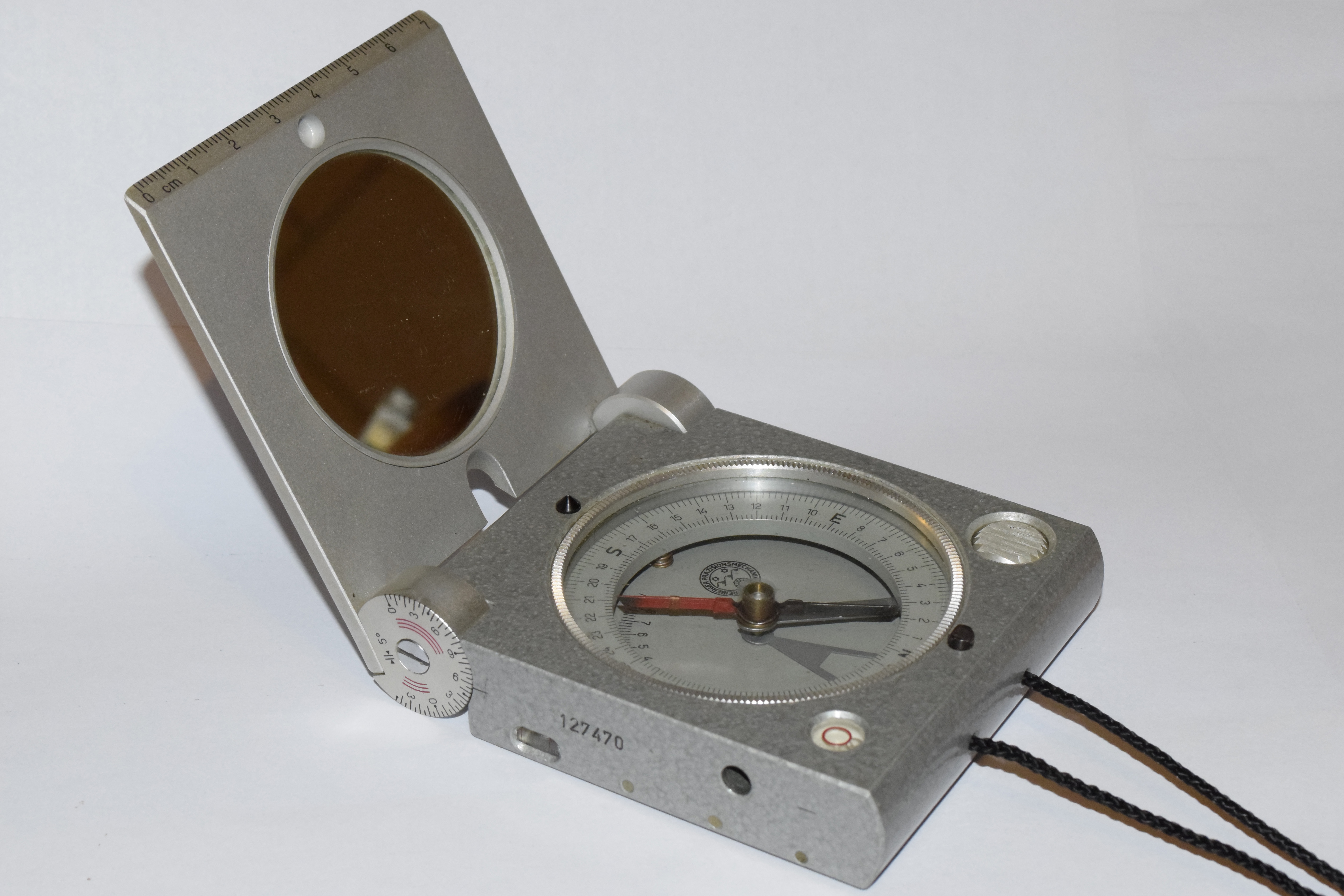
Geologenkompass (Gefügekompass)
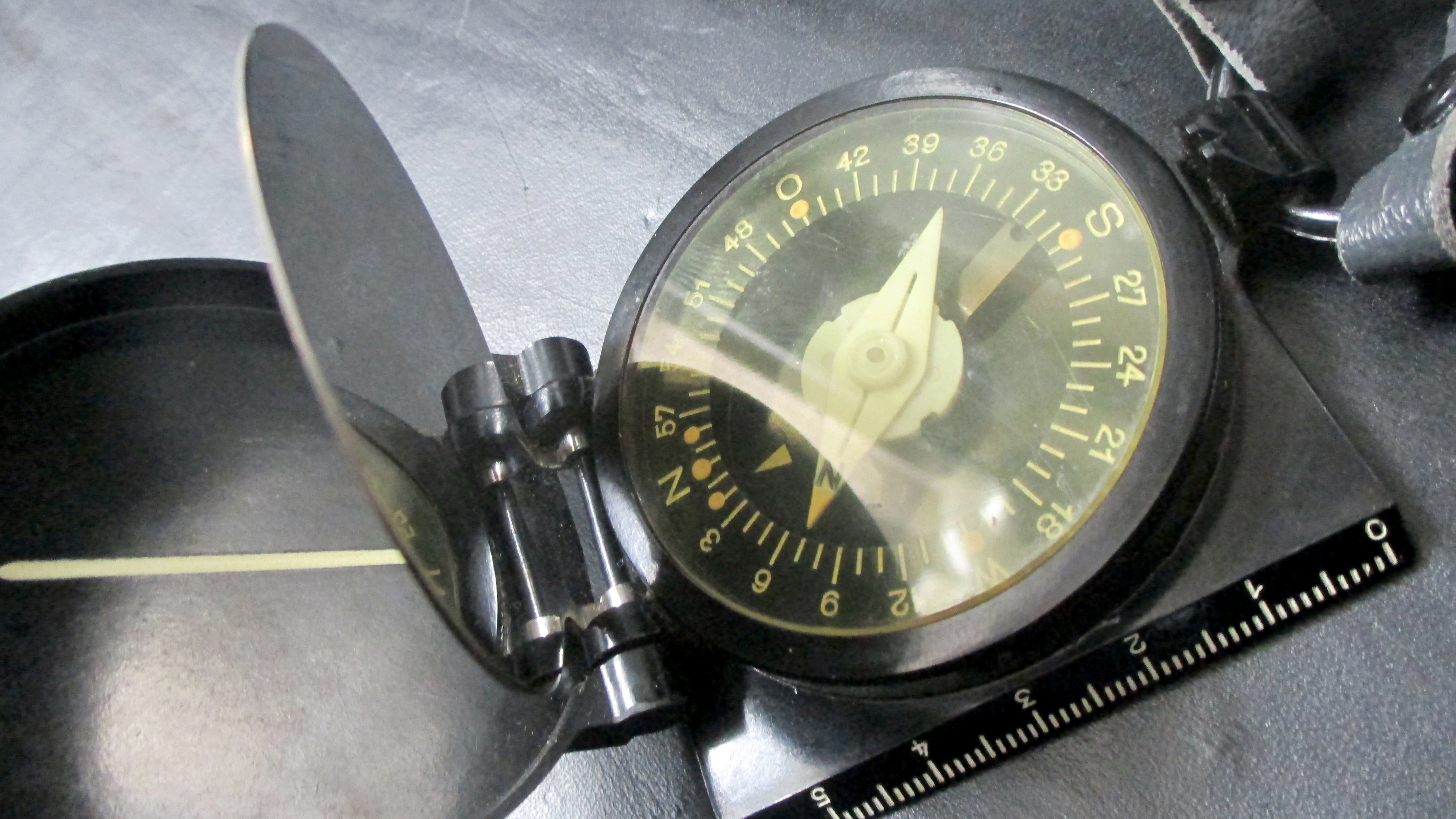
Freiberger Präzisionsmechanik – DDR Militärkompass – W-Nr. 37 54 1190
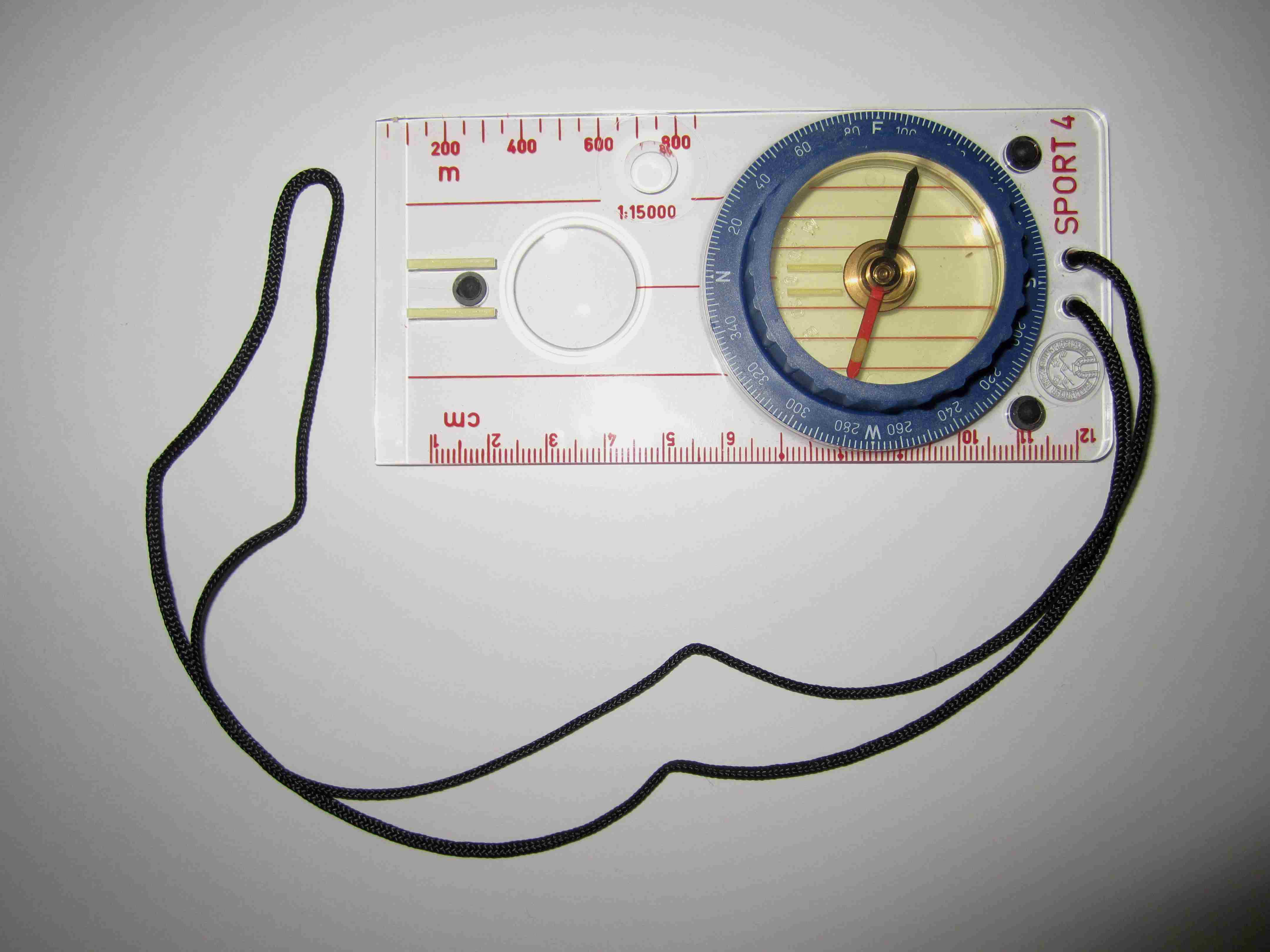
Karten-Wanderkompass „Sport 4“ mit 360°-Teilung
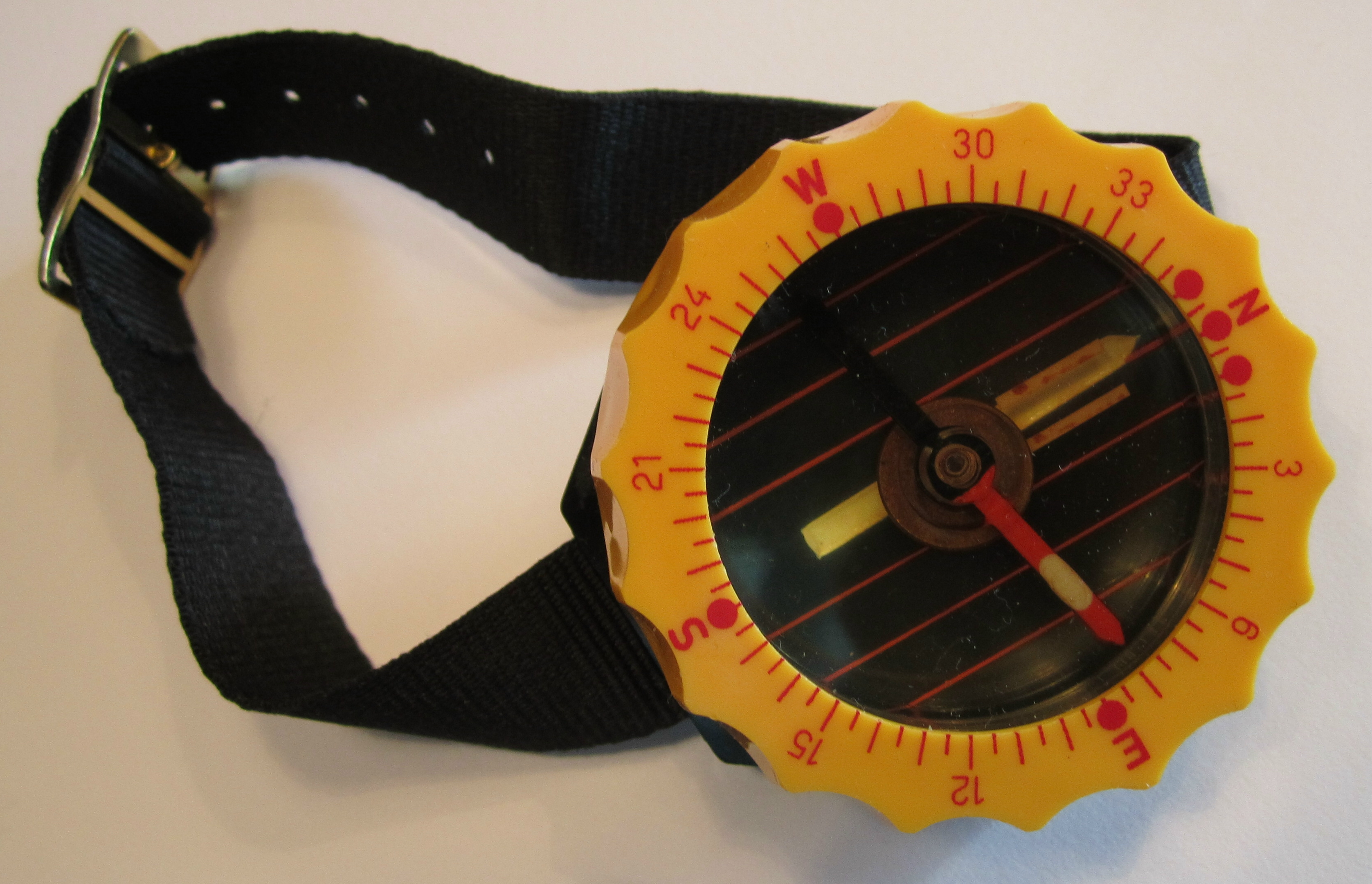
Armbandkompass „Sport“
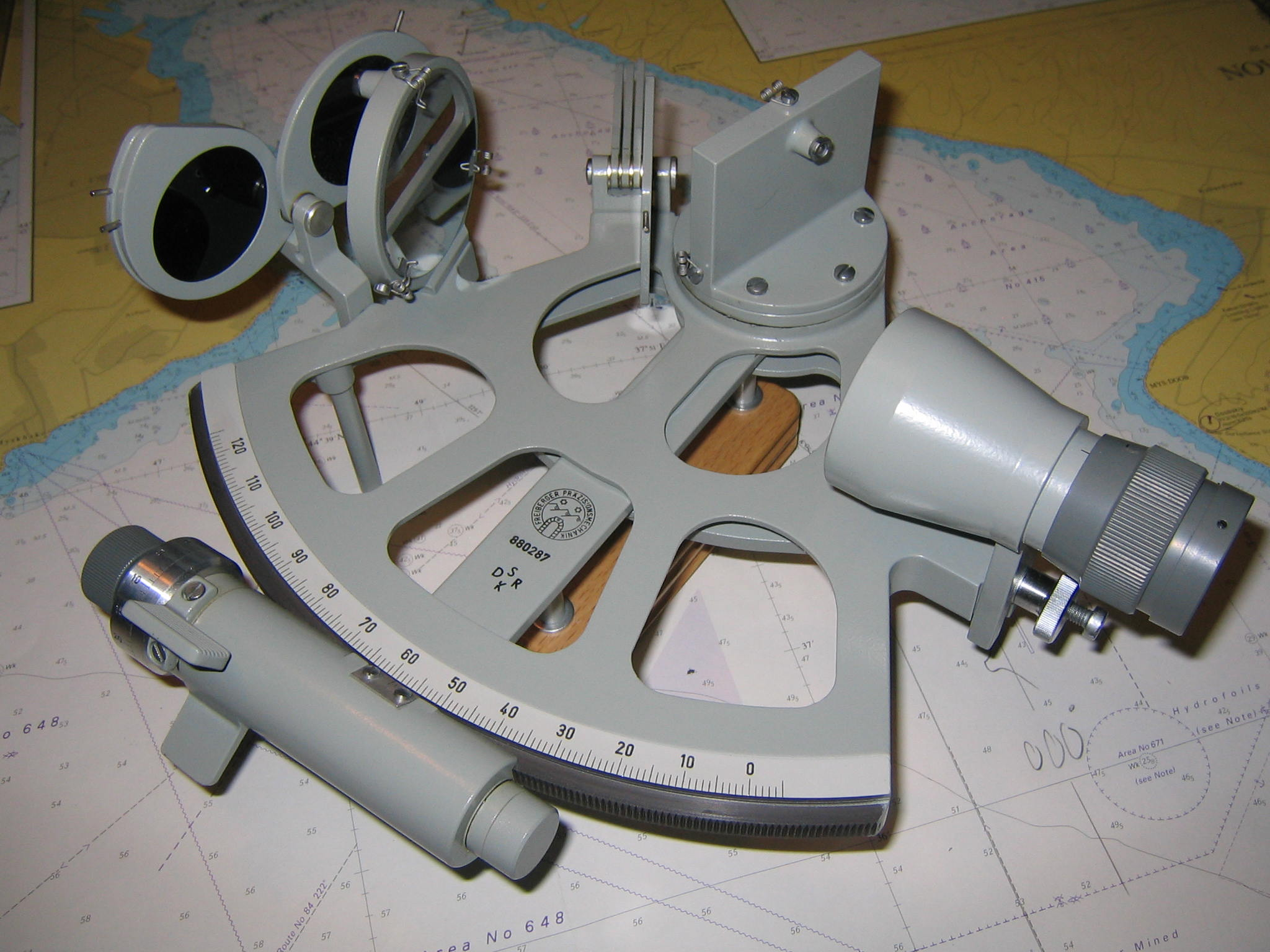
Freiberger Sextant